# Língua buhutu
Buhutu (Bohutu) é uma língua do ramo ocidental das línguas oceânicas da família das [línguas malaio-polinésias]], sendo falada  em Milne Bay, Papua-Nova Guiné por cerca de 1.400 pessoas no vale do rio Sagarai entre Mullins Harbour no litoral sul das montanhas Pima ao norte desse rio.

## Escrita
A língua Buhutu usa o alfabeto latino sem as letras C, J, Q, R, V, X, Z, mas com as formas adicionais Bw, Fw, Gw, Hw, Kw, Mw, Pw.

## Amostra de texto
Lahai esega taumoho hesa nuwatuhu ya abi be ya lau ya anloya. Ena 'wayowa faihona ya heheidi, ena kebolo ya bahei yo ena nigo ya abi, na ya aulaha. Ya laulau na ena 'wayowa sibin nohinayai panena sa atahi be sa talatalabwau. Yofede ya lau lebedi. Taumoho Hesa ya Anloya
Português
Um dia, um homem decidiu ir caçar. Ele chamou os seus três cães, levou sua lança, tomou a faca e foi. Estava indo e seus cães cheiraram uma Bandicoot no seu ninho. Então ele foi com eles. 